# Автошлях B38 (Німеччина)
Федеральний автошлях 38 (B38, нім. Bundesstraße 38)  — федеральна дорога в  Німеччині, яка пролягає між федеральною трасою 26 поблизу Росдорфа (на схід від Дармштадта) та D 264 (департамент Нижній Рейн/Франція) на прикордонному переході до Віссамбура поблизу Швайген-Рехтенбах. Після будівництва паралелі A65, B 38 між Людвігсгафен і Ландау було перекласифіковано на частини державних доріг землі Рейнланд-Пфальц 530, 519 і 516, за винятком ділянки поблизу Нойштадт-ан-дер-Вайнштрассе.